# Genista triacanthos

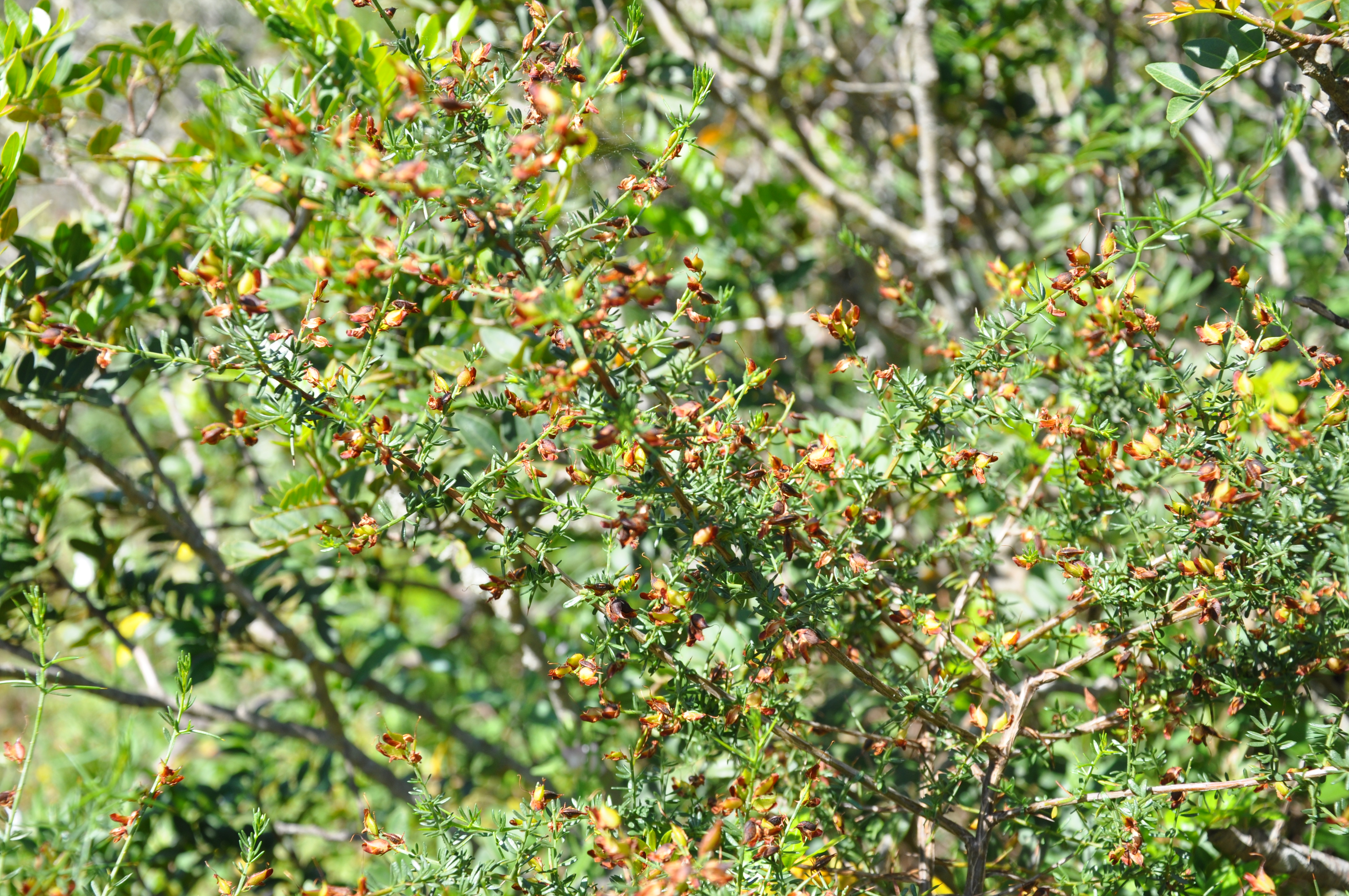
Porte

Genista triacanthos es una especie del género Genista perteneciente a la familia de las fabáceas. Es originaria de Europa.

## Descripción
Son arbustos espinosos. Tallos de hasta 100 cm de altura, pubescentes, con espinas axilares. Hojas de 2-20 mm, trifoliadas, sentadas, folíolos estrechamente oblanceolados. Flores en racimos laxos terminales o laterales. Brácteas oblanceoladas. Pedicelos de 1-2 mm. Bracteolas de 1-3 mm. Cáliz de 3-4 mm, glabro, con tubo tan largo como los labios o ligeramente más corto; labio superior con dientes triangular-acuminados el inferior con dientes linear-lanceolados. Estandarte de 4,5-6 mm, triangular, glabro; alas glabras; quilla de 8-10 mm, glabra. Legumbre de 6-8 mm, ovada, acuminada, laxamente serícea, con 1(-2) semillas sin estrofiolo.  Florece y fructifica de abril a junio.

## Distribución y hábitat
Se encuentra en sotobosque de alcornocales y quejigales, rara vez en brezales con suelos higroturbosos, en substratos ácidos; a una altitud de 0-1300 metros en la península ibérica y NW de Marruecos.

## Taxonomía
Genista triacanthos fue descrita por  Félix de Avelar Brotero y publicado en Flora Lusitanica 2: 89. 1804.
Citología
Números cromosomáticos de Genista triacanthos (Fam. Leguminosae) y taxones infraespecíficos: n=16; 2n=32. n=18; 2n=36
Etimología
Genista: nombre genérico que proviene del latín de la que los reyes y reinas Plantagenet de Inglaterra tomaron su nombre, planta Genesta o plante genest, en alusión a una historia que, cuando Guillermo el Conquistador se embarcó rumbo a Inglaterra, arrancó una planta que se mantenía firme, tenazmente, a una roca y la metió en su casco como símbolo de que él también sería tenaz en su arriesgada tarea. La planta fue la  llamada planta genista en latín. Esta es una buena historia, pero por desgracia Guillermo el Conquistador llegó mucho antes de los Plantagenet y en realidad fue Godofredo de Anjou que fue apodado el Plantagenet, porque llevaba un ramito de flores amarillas de retama en su casco como una insignia (genêt es el nombre francés del arbusto de retama), y fue su hijo, Enrique II, el que se convirtió en el primer rey Plantagenet. Otras explicaciones históricas son que Geoffrey plantó este arbusto como una cubierta de caza o que él la usaba para azotarse a sí mismo. No fue hasta que Ricardo de York, el padre de los dos reyes Eduardo IV y Ricardo III, cuando los miembros de esta familia adoptaron el nombre de Plantagenet, y luego se aplicó retroactivamente a los descendientes de Godofredo I de Anjou como el nombre dinástico.
triacanthos: epíteto latino que significa "con tres espinas"
Sinonimia
- Genista interrupta (Cav.) Steud.
- Genista rostrata Poir. in Lam.
- Genista scorpioides Spach
- Spartium interruptum Cav.
- Spartium rostratum (Poir.) Spreng.
- Genista winkleri Lange
- Genista vepres Pomel	[6][7]

## Nombre común
- Castellano: abulaga negra, abulagas, ahulaga morisca, ahulagas, aulaga, aulaga morisca.[7]